# Rosey e The Hurricane
Rosey e The Hurricane (também conhecidos extra-oficialmente como The Superheroes ("Os Super-Herois")) foram uma dupla ("tag team") de wrestling profissional mais conhecidos pelo tempo em que lutaram na World Wrestling Entertainment (WWE), no programa Raw, onde interpretavam dois super-herois.
Na metade de 2003, The Hurricane "descobriu" Rosey e os dois formariam uma dupla. Dois anos depois, a dupla ganharia o World Tag Team Championship. Durante esse tempo, Rosey e Hurricane se aliaram à WWE Diva Stacy Keibler, que adotou o nome de Super Stacy. Após perder os títulos, a dupla se separaria.

## História
Logo após o parceiro de Rosey, Jamal ser demitido da WWE em 2003, The Hurricane "descobriu" o potencial de Rosey como um super-heroi, o colocando no programa Super Hero in Training (S.H.I.T.) ("Super-Heroi em Treinamento"). Durante esse tempo, Rosey usou diversos tipos de roupas de super-heroi, com diversos esquetes cômicos sobre o treinamento sendo exibidos semanalmente.
Rosey e The Hurricane formaram uma dupla oficial, lutando esporadicamente no Raw e normalmente no Heat. Eles enfrentaram Chris Jericho e Christian e Evolution, antes de começar uma longa rivalidade com La Résistance. A rivalidade durou a maior parte de 2004, com Rosey e Hurricane enfrentando La Résistance várias vezes no Raw e em pay-per-views, como no Backlash. Em 19 de julho de 2004, no Raw, Rosey usou uma nova fantasia, mostrando que ele havia se formado no curso de super-heroi. Rosey e The Hurricane terminaram o ano competindo contra as duplas de Rhyno & Tajiri e Val Venis & Steven Richards.

### Campeões Mundiais de Duplas

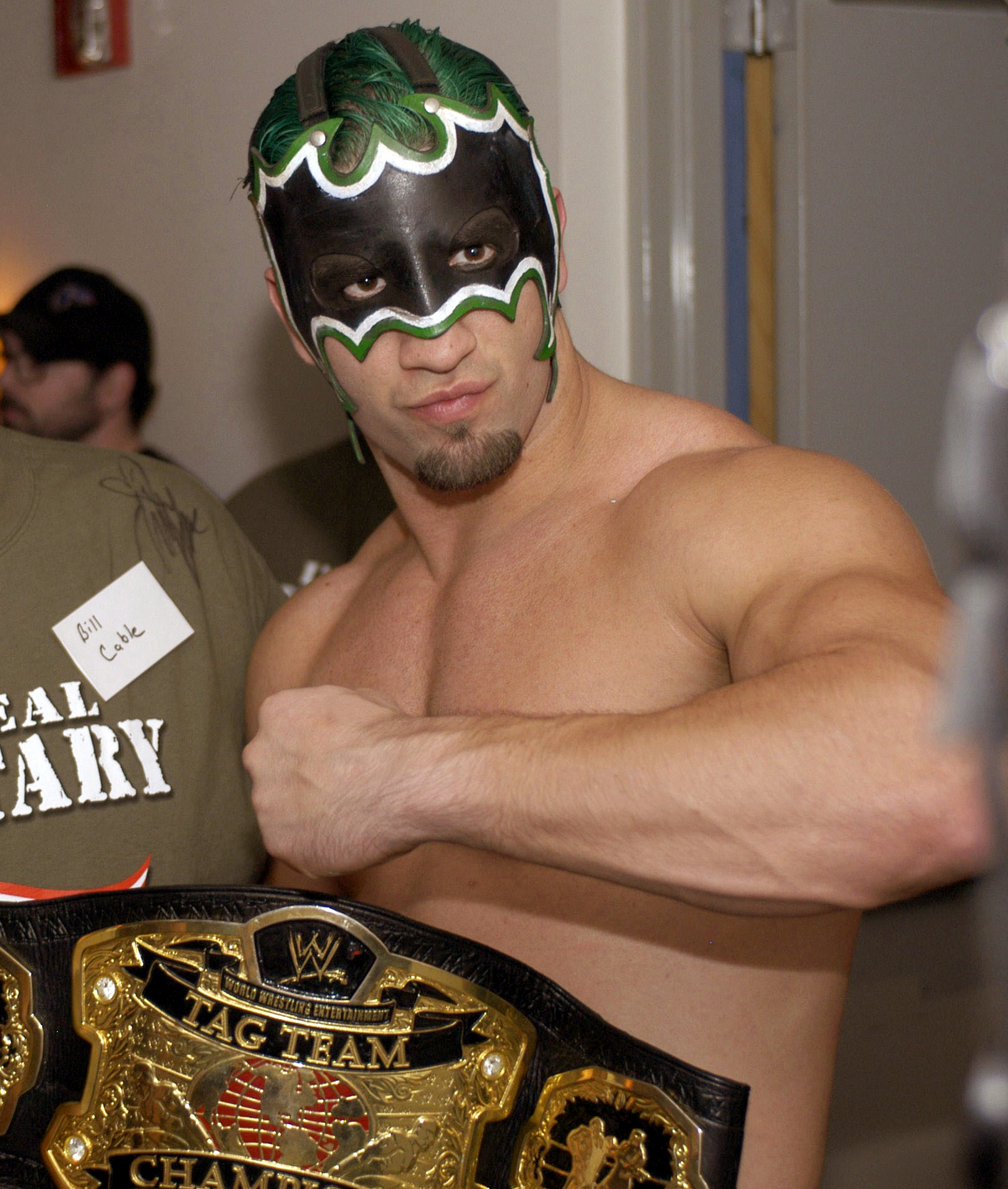
The Hurricane como Campeão Mundial de Duplas

No Backlash de 2005, The Hurricane e Rosey ganharam o World Tag Team Championship em uma Tag Team Turmoil match após derrotar os então-campeões Tajiri e William Regal, The Heart Throbs (Romeo e Antonio), Simon Dean e Maven e La Résistance (Robért Conway  e Sylvain Grenier) ao eliminar por último La Résistance. Eles derrotaram esses mesmos times diversas vezes mais tarde, mantendo-se campeões.
Enquanto no Raw, a WWE Diva Stacy Keibler se uniu à dupla, agindo como valet. Ela passou a acompanhar os dois ao ringue usando uma máscara e sua própria fantasia de heroína, usando o nome de "Super Stacy" até ser transferida para o SmackDown! em 22 de agosto.
No Raw de 5 de setembro de 2005, The Hurricane e Rosey foram derrotados por Lance Cade e Trevor Murdoch na primeira luta dos dois no programa. As duas duplas sem enfrentaram no Unforgiven, pelos títulos. Durante a luta, Murdoch atacou The Hurricane fora do ringue, o que, na história, levou Hurricane a sofrer uma lesão, os fazendo perder os títulos.

### Separação
Perder o World Tag Team Championship sinalizou o fim da dupla; nas semanas seguintes, os dois começaram a perder todas as lutas, em sua maioria, pela lesão de The Hurricane. Durante o Raw de 17 de outubro, The Hurricane foi atacado por Kurt Angle a mando de Vince McMahon. Após o ataque, foram mostradas imagens de The Hurricane arrancando a máscara e atacando Rosey, que fora ao ringue para ajudá-lo. Na semana seguinte, The Hurricane não foi ao à uma luta pelo World Tag Team Championship, deixando Rosey sozinho. Durante a luta, Hurricane (sem sua fantasia) apareceu sob seu nome real, Gregory Helms, e assistiu a derrota de Rosey.
Helms requisitou uma luta contra Rosey, o derrotando. Essa foi uma das últimas lutas de Rosey na WWE, já que ele foi demitido logo depois. Enquanto isso, Helms venceu seu terceiro Cruiserweight Championship no  Royal Rumble em janeiro de 2006.

## No wrestling
- Movimentos de finalização

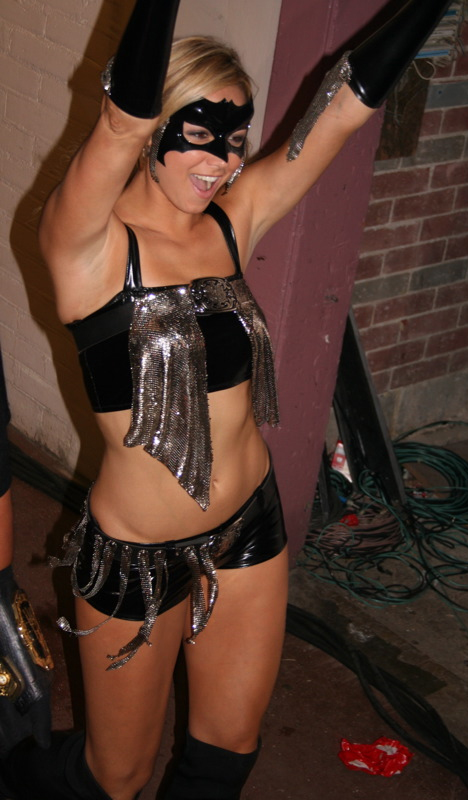
Stacy Keibler, como "Super Stacy", valet de Rosey e The Hurricane em 2005

  - Combinação de um sidewalk slam (Rosey) / Eye of the Hurricane (The Hurricane)
  - Superhero Splash (The Hurricane sobe nos ombros de Rosey e acerta o oponente com um splash)
- Movimentos secundários
  - Combinação de Samoan Drop (Rosey) / Overcast (The Hurricane)
- Movimentos de finalização de Rosey
  - Discus leg drop
  - Sitout swinging side slam
- Movimentos de finalização de The Hurricane
  - Eye of the Hurricane (Spinning headlock elbow drop)[30]
- Managers
  - Super Stacy
- Temas de entrada
  - "Eye of the Hurricane" por Jim Johnston

## Títulos e prêmios
- World Wrestling Entertainment
  - World Tag Team Championship (1 vez)[31]